# Jean-Honoré Fragonard

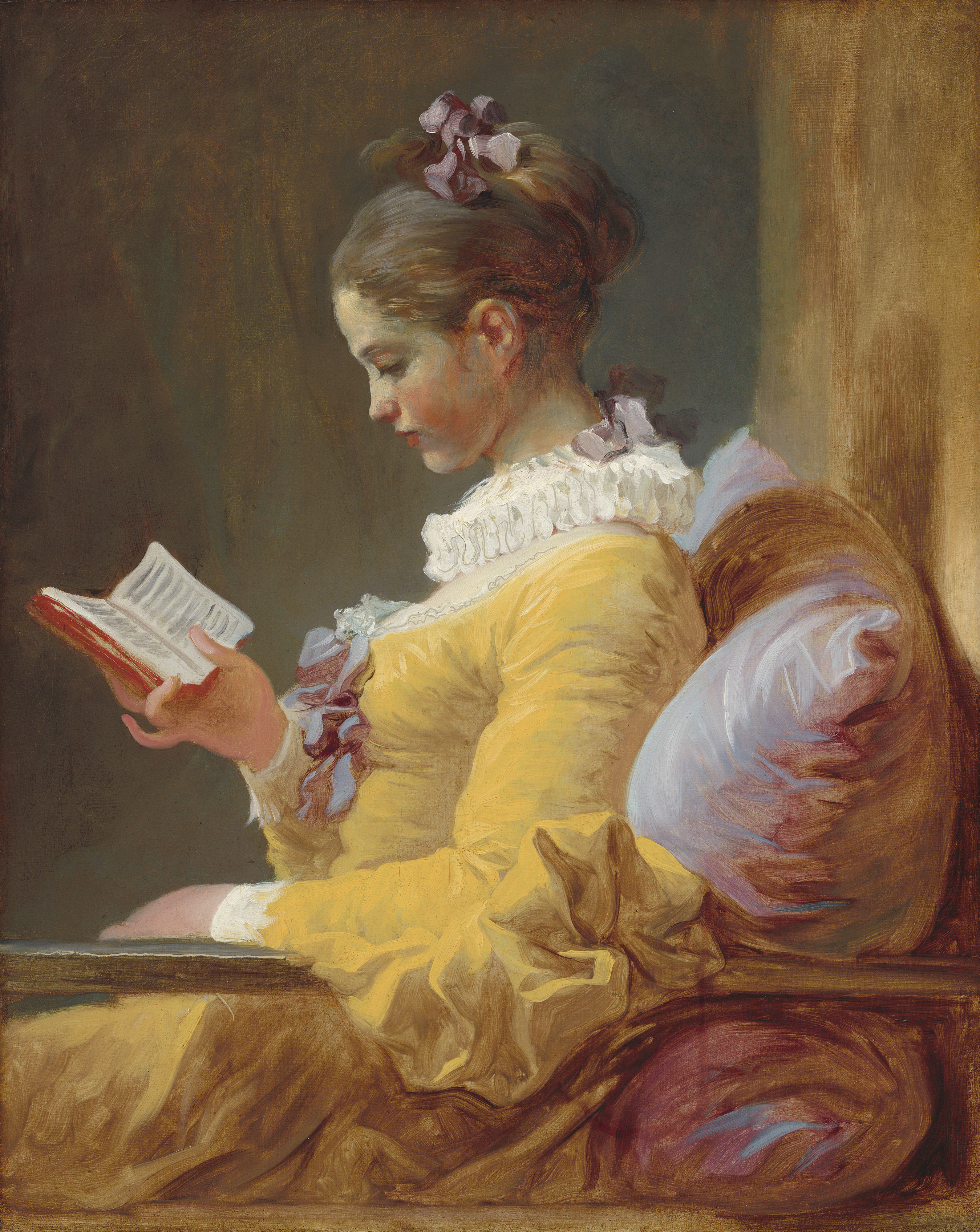
Dziewczyna czytająca książkę, ok. 1776, National Gallery of Art, Waszyngton

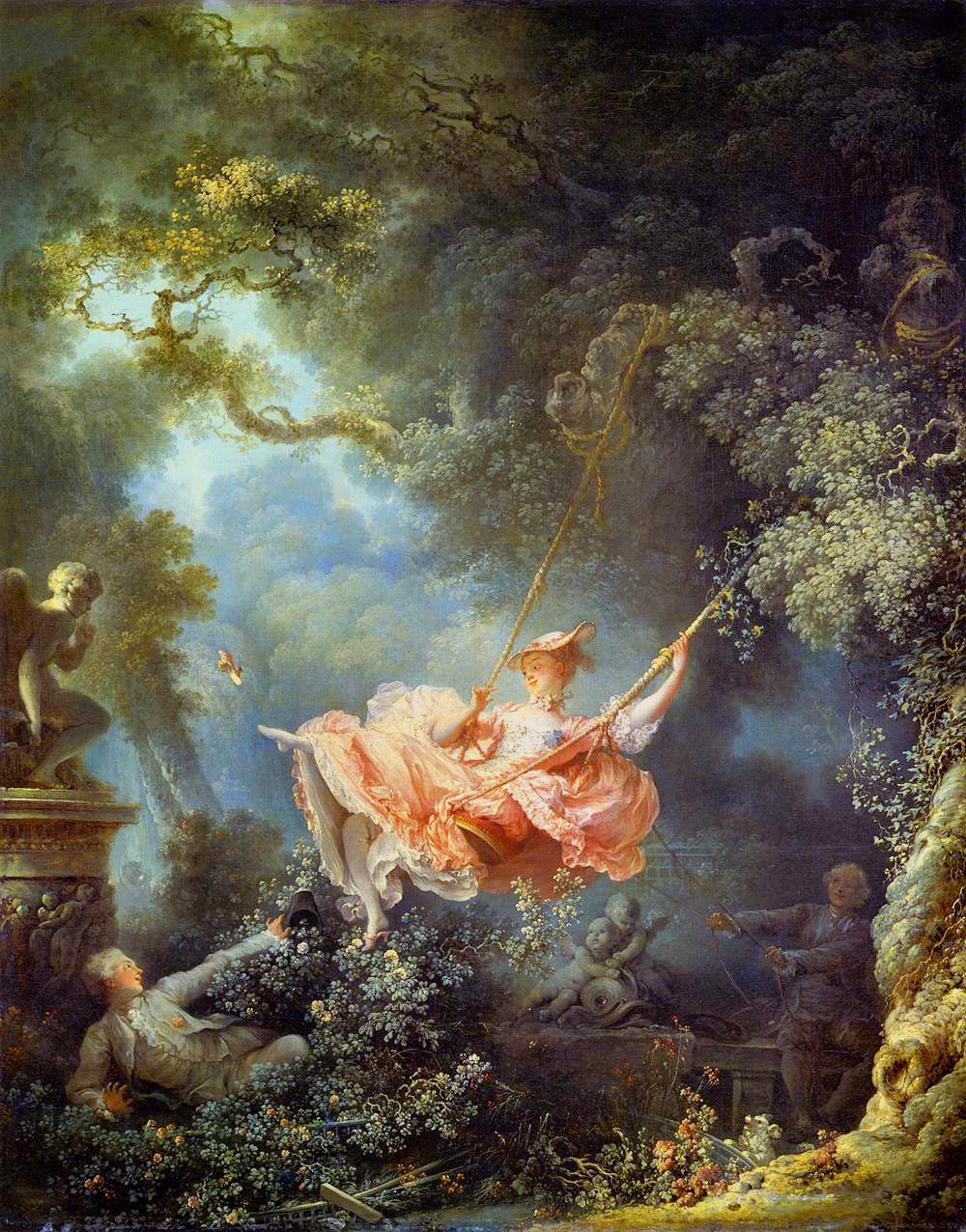
Huśtawka, 1767

Jean-Honoré Fragonard (ur. 5 kwietnia 1732 w Grasse, zm. 22 sierpnia 1806 w Paryżu) – francuski malarz rokokowy.

## Życiorys
Fragonard był synem kupca z małego miasteczka Grasse na południowym wschodzie Francji. Jeden z jego przodków był Włochem, wyemigrował z Mediolanu w XVI w.
W wieku 6 lat Fragonard wyjechał z rodzicami do Paryża, gdzie ojciec podjął pracę jako sprzedawca pasmanterii. 13-letni Jean-Honoré został oddany na naukę do kancelarii notarialnej, jednak najwięcej czasu spędzał tam na rysowaniu. Za namową notariusza rodzice umieścili go w pracowni malarskiej, gdzie uczył się rzemiosła pod okiem znakomitych artystów: najpierw, przez sześć miesięcy u Jeana Chardina, potem u François Bouchera, najważniejszej obok Antoine’a Watteau postaci francuskiego rokoka.
Rekomendacja Bouchera pozwoliła Fragonardowi ubiegać się o Grand Prix Akademii. W 1752 zdobył nagrodę Prix de Rome, dzięki której kilka lat później mógł wyjechać do Włoch. Zanim to nastąpiło, trzy lata spędził w paryskiej pracowni Carle van Loo. W Italii przebywał w latach 1756–1761, ucząc się malarstwa, poznając dorobek włoskich mistrzów i podróżując. Towarzyszył mu jego rówieśnik, malarz francuski Hubert Robert. We Włoszech Fragonard podziwiał zwłaszcza prace Tiepola, ostatniego z wielkich mistrzów weneckich.
Po powrocie do Paryża Fragonard rozpoczął starania o przyjęcie do Akademii. Przedstawił wielki obraz historyczny Koresos i Kalliroe, przyjęty entuzjastycznie. Wystarczyło przedłożyć jeszcze jeden obraz, by zostać przyjętym do prestiżowego grona Akademii, nieoczekiwanie jednak Fragonard porzucił dalsze starania. Zrezygnował z oficjalnej kariery związanej z mecenatem królewskim. Był niezależny, pracował dla klientów prywatnych ze stołecznej „societe”. Pozwoliło mu to osiągnąć znaczny rozgłos i wieść dostatnie życie. Był wziętym pejzażystą, portrecistą i dekoratorem, nade wszystko jednak malarzem lekkich, frywolnych scen rodzajowych. Tworzył dla madame Pompadour i madame du Barry, kolejnych metres króla Ludwika XV, protektorek wielu artystów. W swej pracowni Fragonard zatrudniał uczniów.
Ożenił się i miał dzieci, ale zyskał opinię libertyna. W 1773 odbył drugą wyprawę do Włoch, tym razem w towarzystwie żony i bogatego protektora Bergereta, skąd wrócił przez Wiedeń, Pragę, Drezno i Frankfurt nad Menem.
Karierę artystyczną Fragonarda zakończył wybuch rewolucji francuskiej. Nic nie wiadomo na temat jego poglądów politycznych, faktem jest jednak, że opuścił Paryż i wyjechał do rodzinnego Grasse. W 1791 wrócił do Paryża, gdzie miał poparcie przyjaciela i protektora Jacques-Louisa Davida, nadwornego malarza Napoleona Bonapartego. Dzięki pomocy Davida otrzymał w trudnych czasach stanowisko konserwatora w organizowanym właśnie muzeum w Luwrze, gdzie też zamieszkał (1794). Rok wcześniej został członkiem Commune des Arts.
W czasie ostatnich piętnastu lat życia, dzielonych pomiędzy Grasse i Paryż, przestał malować. Zmarł w Paryżu i został tam pochowany w kościele Saint Roch. Zapomniana na wiele lat twórczość Fragonarda została odkryta przez impresjonistów. Do entuzjastów malarza należał m.in. Auguste Renoir.
Jego syn Alexandre Evariste, malarz dekorator, oraz bratowa Marguerite Gérard, byli jego uczniami. Z kolei córka Rosalie była ulubioną modelką Fragonarda, pozującą do wielu obrazów.

## Twórczość
Mimo przedwczesnego zakończenia aktywności artystycznej Fragonard i tak pozostawił ogromny dorobek: ponad 550 obrazów i tysiące rysunków. Nie datował swych dzieł, co utrudnia ustalenie czasu ich powstania.
Twórczość Fragonarda zaliczana jest do schyłkowej fazy rokoko. Artysta malował lekkie, często frywolne sceny z życia wyższych sfer (fêtes galantes, pełne elegancji i wytworności sceny zabaw czy koncertów dworskich), portrety i dekoracje. Nie stronił również od tematyki mitologicznej.
W odróżnieniu od Bouchera malował pejzaże, przypisując im znaczenie także wtedy, gdy były tłami dla scen rodzajowych – pozostawały w ścisłym związku z akcją kompozycji. Z biegiem czasu pejzaże odgrywały coraz większą rolę w twórczości Fragonarda. Niektóre – jak Huśtawka z 1767 (Wallace Collection, Londyn) – są uznawane za prekursorskie dla impresjonizmu. Charakteryzują się doskonałym wyczuciem roli światła. Z kolei skłonność Fragonarda do fantazjowania sprawiła, że doszukiwano się w jego twórczości zapowiedzi romantyzmu.
Jego obrazy często są zabarwione erotyzmem. Fragonard, inaczej niż Boucher, którego prace są bardzo zmysłowe, dyskretnie zagląda za kulisy miłości, próbuje uchwycić atmosferę intymności. Jeśli tematem obrazu czyni swawolne igraszki, to bardziej sugerując niż pokazując wprost (Huśtawka).
Główną rolę w dziełach Fragonarda odgrywają kobiety, pięknie ubrane damy, czasem przebrane za pasterki. Są pozbawione charakterystycznej dla płócien Bouchera agresywnej zmysłowości. Emanuje z nich ciepło wewnętrzne, czar, obietnica miłości będącej czymś więcej niż tylko powierzchownym kaprysem.
Fragonard stosował różne techniki malarskie, poczynając od oleju i pastelu, poprzez gwasz, akwarelę, kończąc na sangwinie i tuszu. Pod względem tematyki i nastrojowości, a także kolorystyki i faktury, sztuka Fragonarda przypomina twórczość Watteau, prekursora francuskiego rokoka i twórcy fêtes galantes. Fragonard nie stosuje jaskrawych kolorów i wyrazistego rysunku, maluje głównie barwami jasnymi, zacierając kontur.

## Galeria

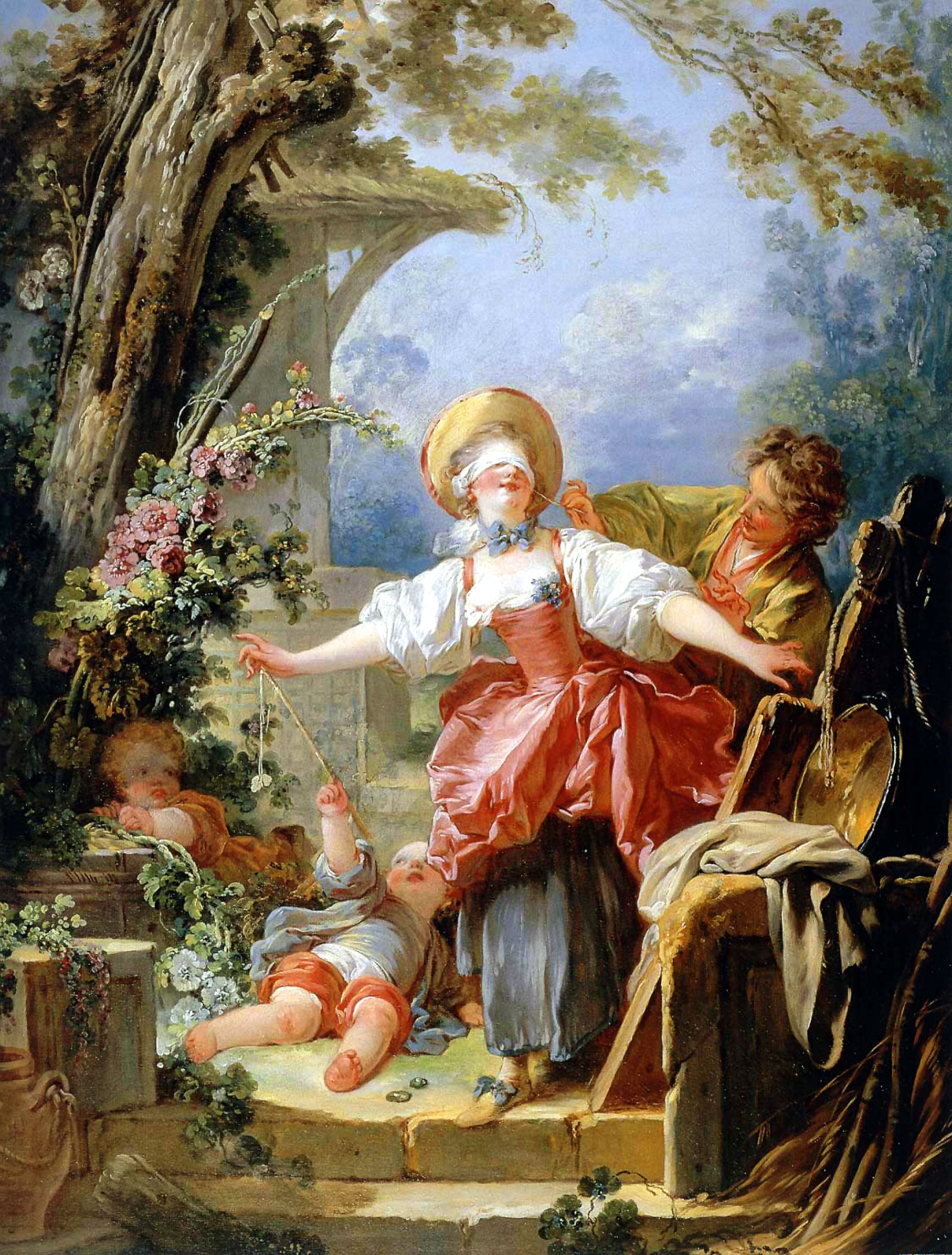
Ciuciubabka, 1760, Muzeum sztuki, Toledo (USA)
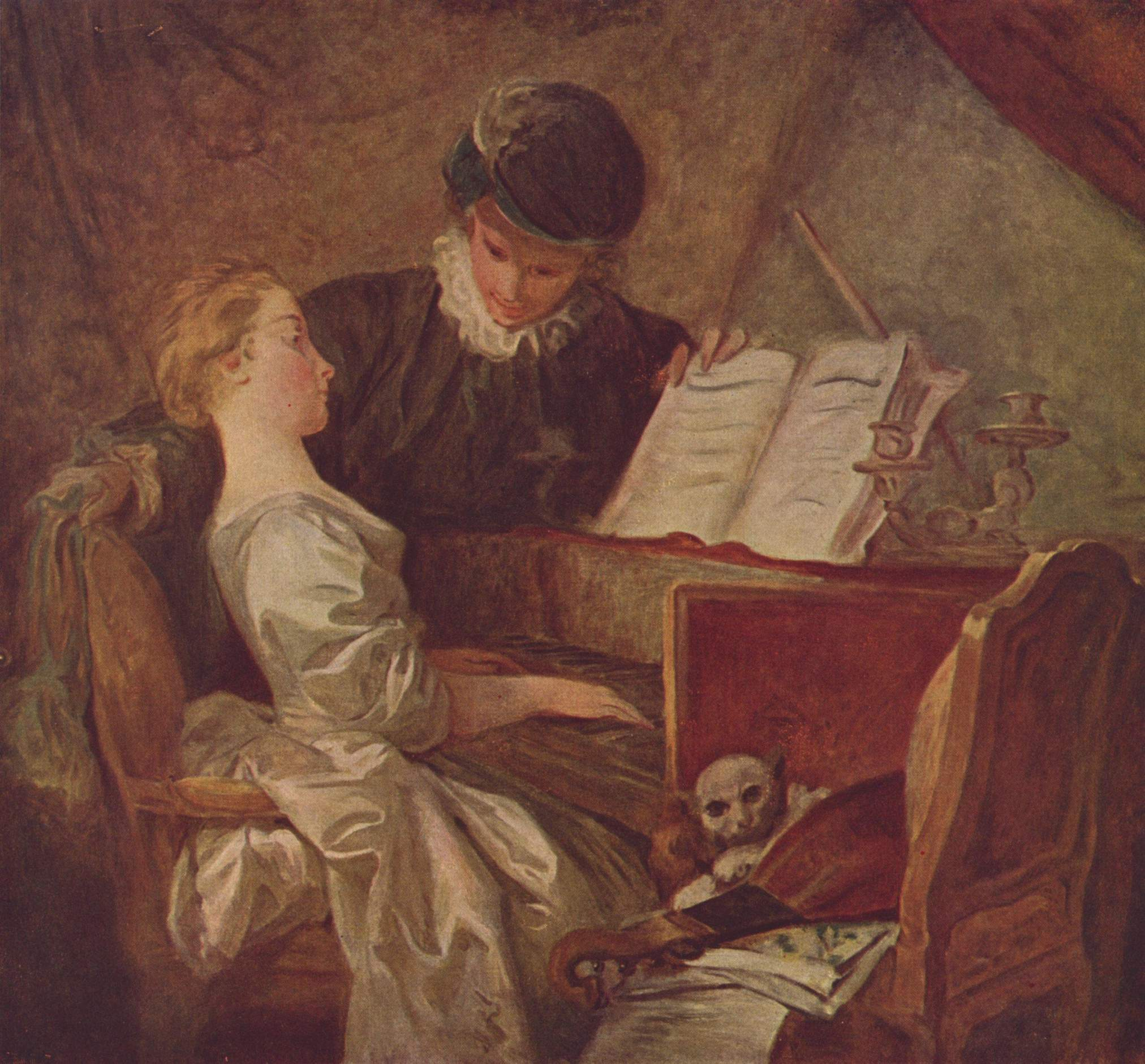
Lekcja muzyki, 1769, Luwr, Paryż
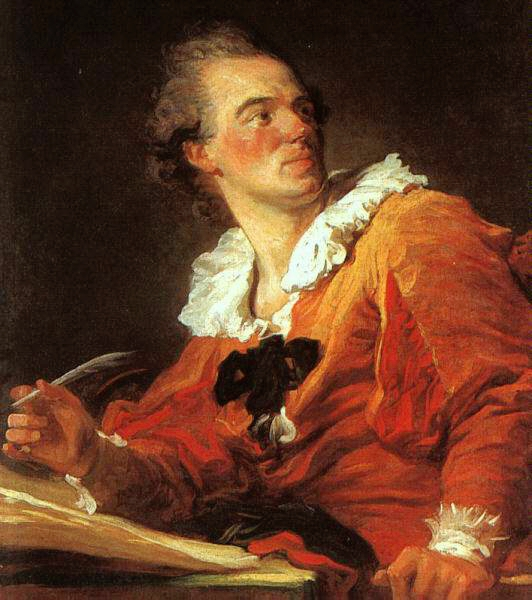
Natchnienie, 1769, Luwr, Paryż (autoportret Fragonarda)
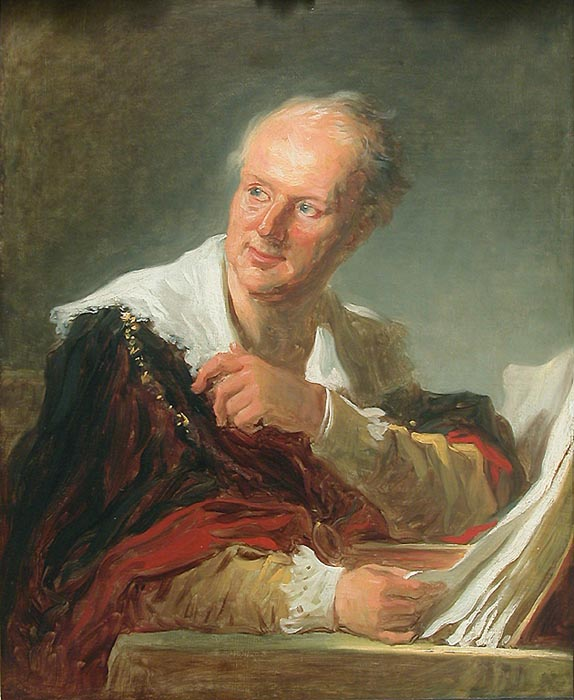
Portret mężczyzny, ok. 1765-1769, Luwr, Paryż
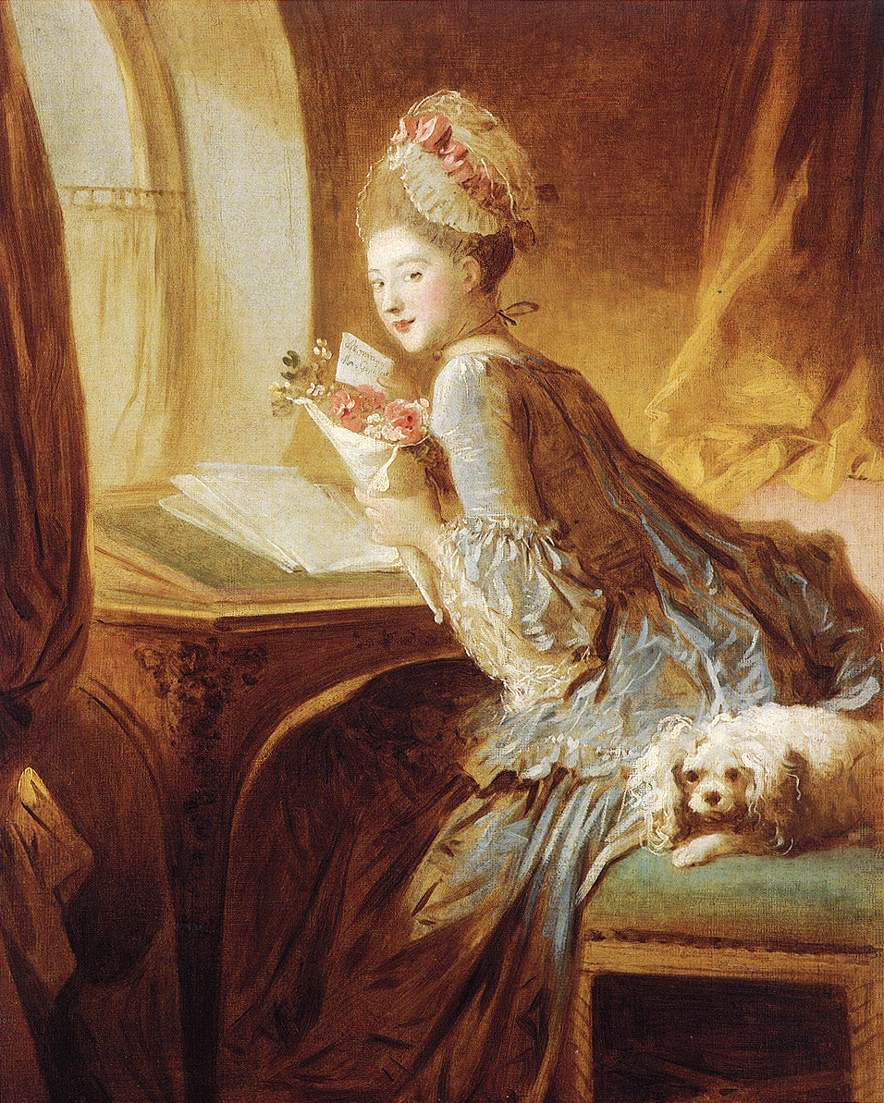
List miłosny, 1770, Metropolitan Museum of Art, Nowy Jork
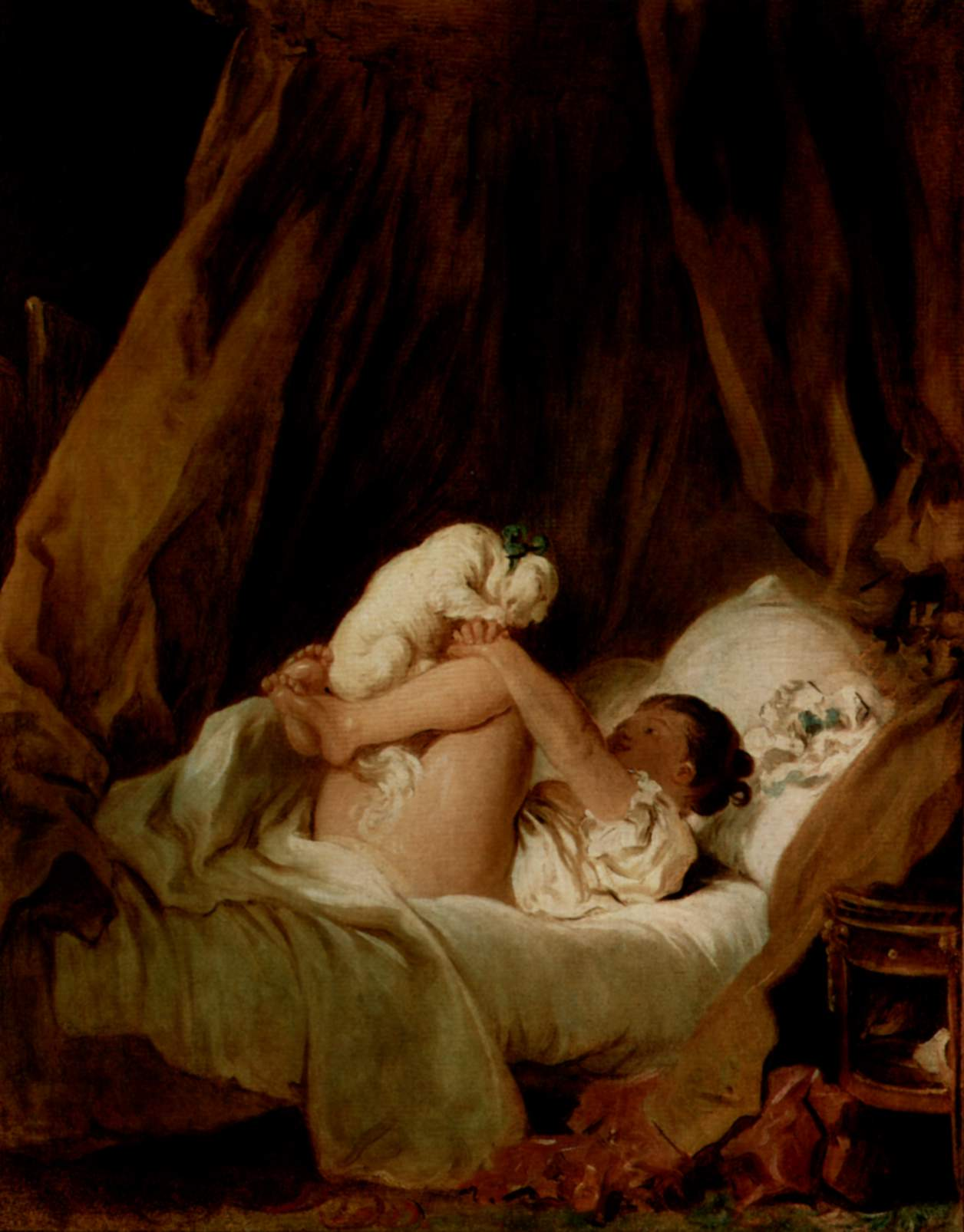
Dziewczyna bawiąca się z pieskiem, 1765-1772, Stara Pinakoteka, Monachium
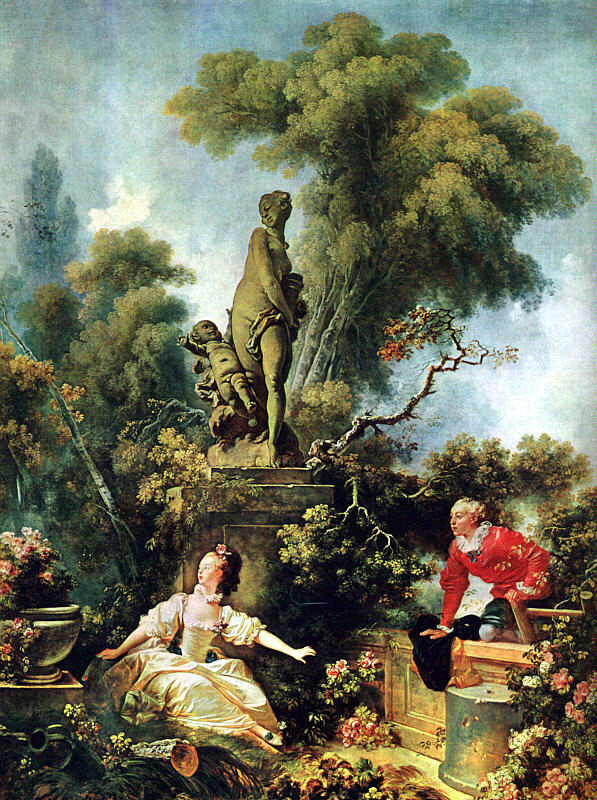
Schadzka, 1771, Frick Collection, Nowy Jork
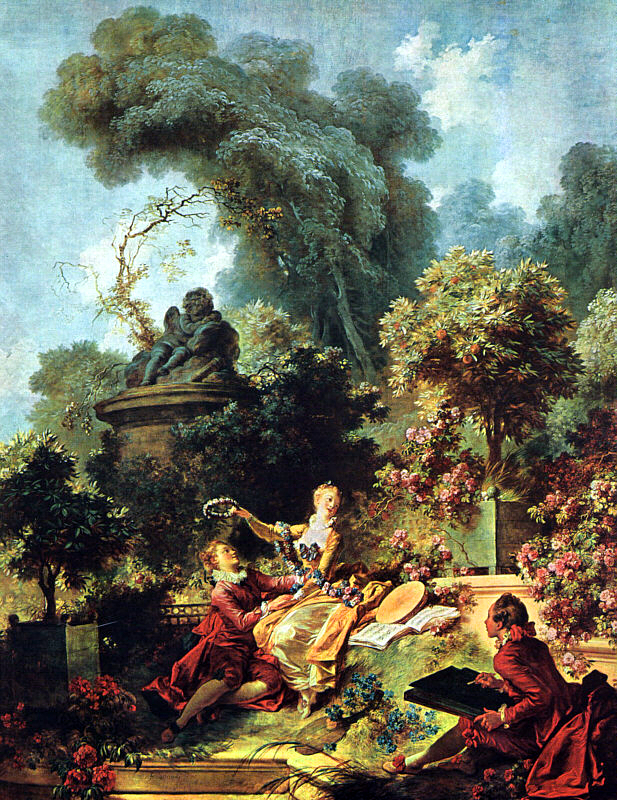
Wieniec dla ukochanego, ok. 1771, Frick Collection, Nowy Jork
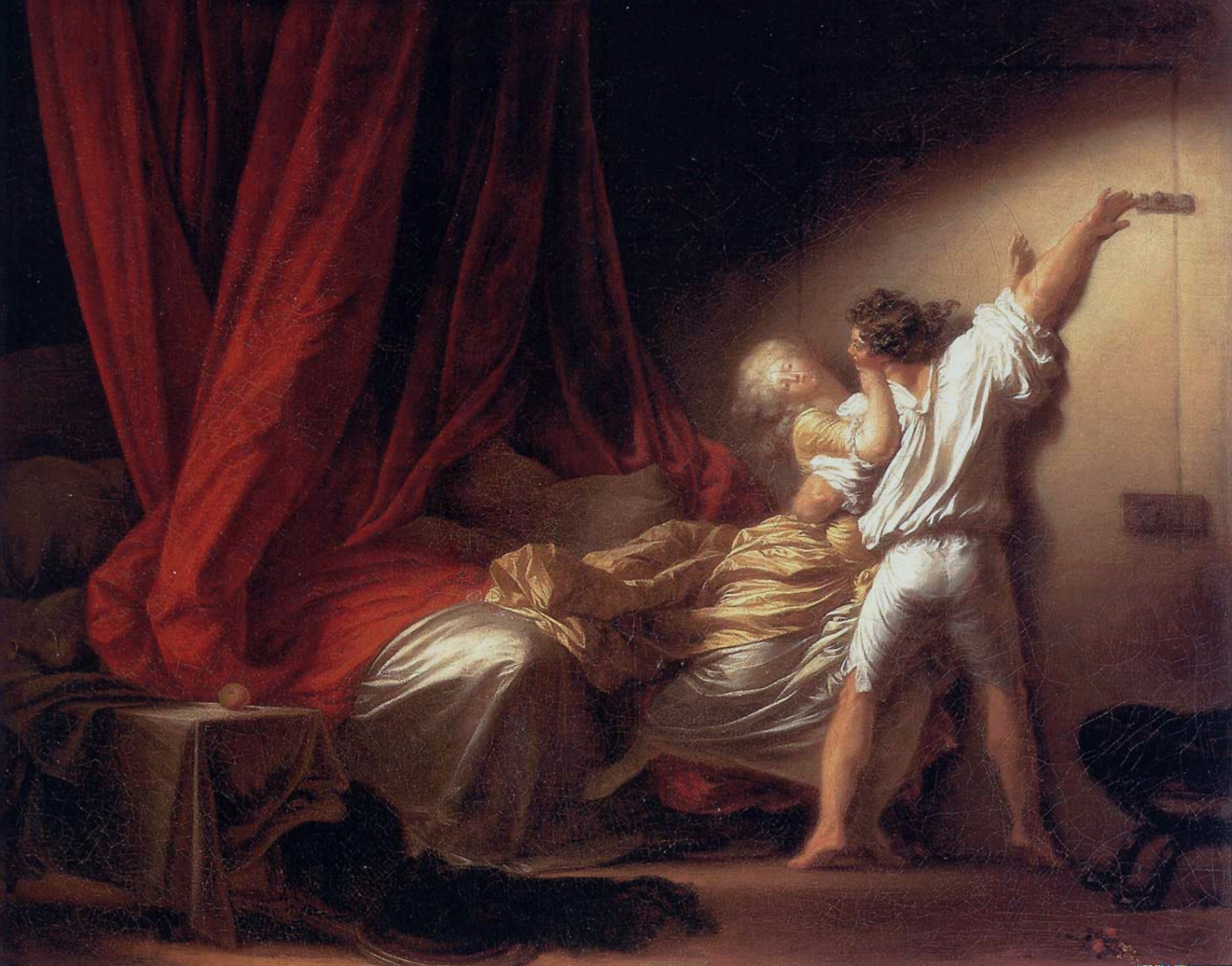
Zasuwka, przed 1784, Luwr, Paryż
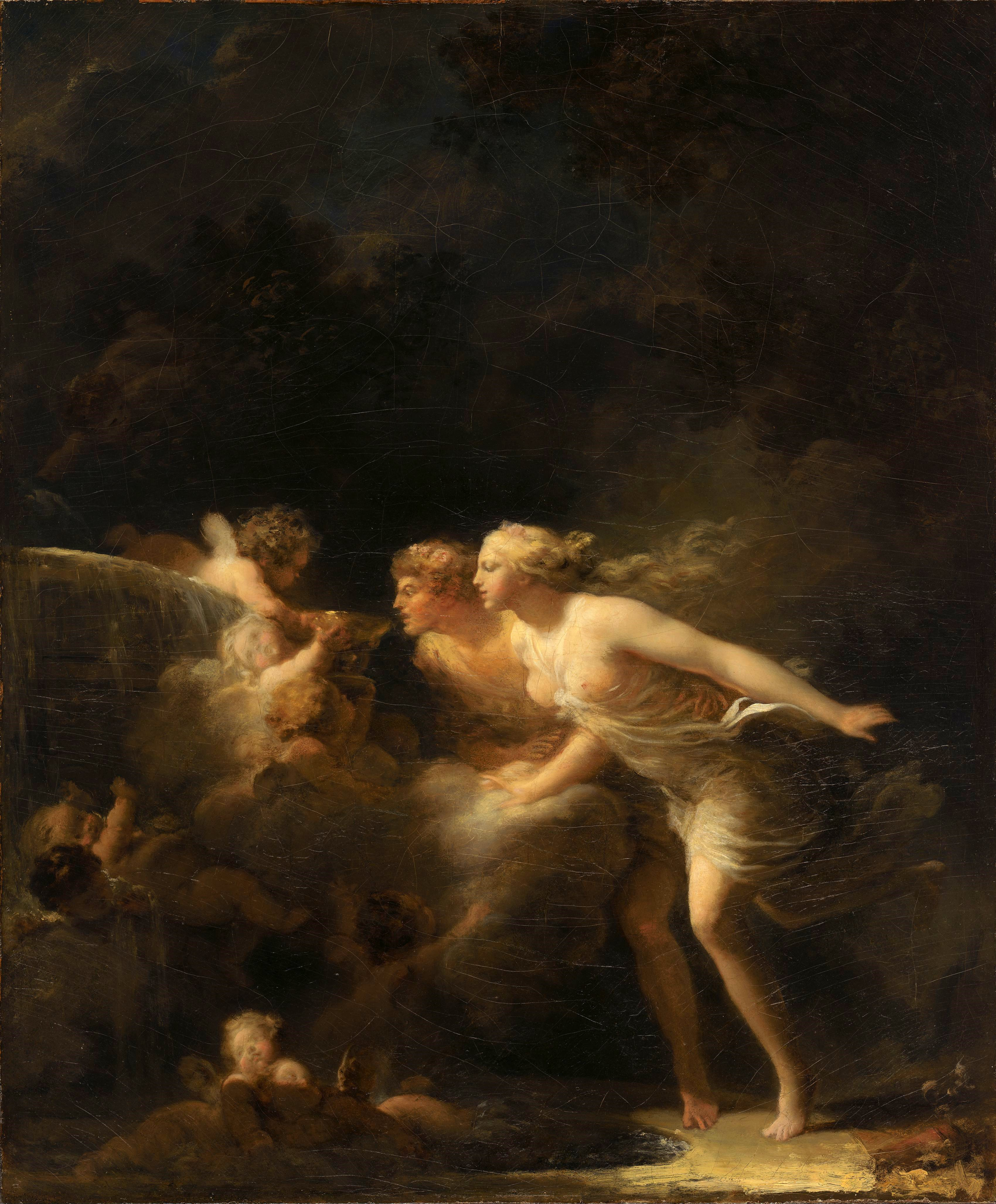
Źródło miłości, ok. 1785, J. Paul Getty Museum, Los Angeles
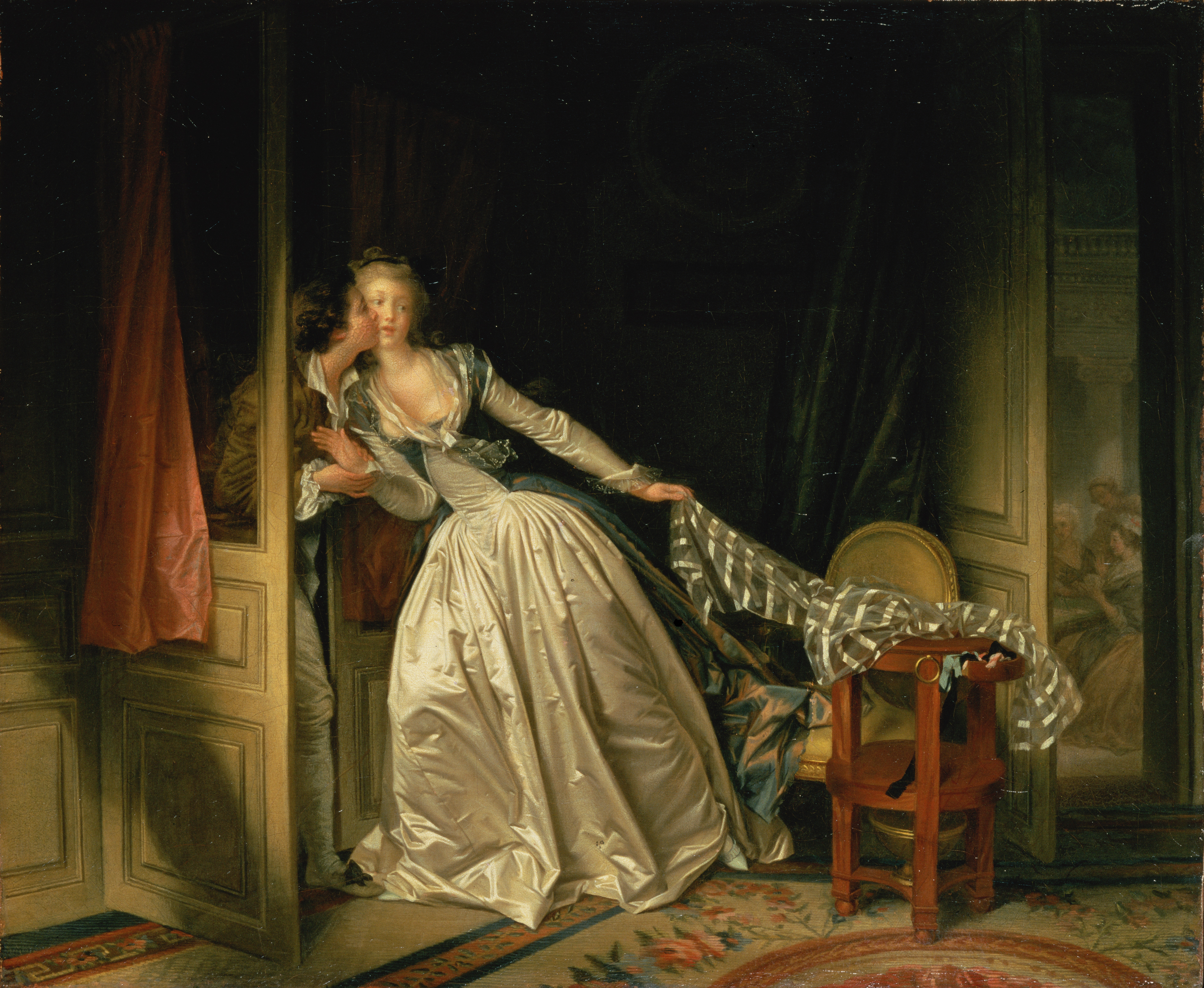
Skradziony pocałunek, lata 80., Ermitaż, Petersburg